# Marcus Lindberg
Marcus Lindberg (Kågeröd, 31 augustus 1980) is een voormalig Zweeds voetballer. Lindberg speelde onder meer voor Helsingborgs IF, Mjällby AIF, Kalmar FF en Ängelholms FF.

## Carrière
In 2001 maakte Marcus Lindberg zijn debuut in de Zweedse Allsvenskan. Niet veel later volgde eveneens zijn debuut in het Zweedse nationale elftal. Lindberg slaagde er echter niet in een basisplaats te veroveren in Helsingborg. Wel kwam de verdediger tijdens zijn Helsingborgs periode tot twee interlands. Op zoek naar speeltijd vertrok de verdediger echter. Lindberg tekende bij Mjällby AIF. Op het Zweedse tweede niveau, de Superettan, verliep het voor Lindberg een stuk gunstiger. Hij was onomstreden en werkte zich op tot aanvoerder van de club. Toen Kalmar FF zich voor aanvang van het seizoen 2008 meldde was de keus snel gemaakt. De club uit Småland speelde op het hoogste niveau. In zijn eerste seizoen in Kalmar werkte Lindberg zich spoedig uit tot basisklant. Het seizoen werd succesvol afgesloten, Kalmar pakte de eerste landstitel uit haar clubhistorie. Bovendien werd Lindberg in 2009 wederom opgeroepen voor het nationale elftal, waarin hij zijn derde interland speelde.

## Loopbaan
| seizoen | club            | land       | competitie  | wed. | goals |
| ------- | --------------- | ---------- | ----------- | ---- | ----- |
| 2001    | Helsingborgs IF | Zweden     | Allsvenskan | 6    | 0     |
| 2002    | Helsingborgs IF | Zweden     | Allsvenskan | 11   | 0     |
| 2003    | Helsingborgs IF | Zweden     | Allsvenskan | 5    | 0     |
| 2004    | Helsingborgs IF | Zweden     | Allsvenskan | 0    | 0     |
| 2005    | Mjällby AIF     | Zweden     | Allsvenskan | 28   | 1     |
| 2006    | Mjällby AIF     | Zweden     | Allsvenskan | 29   | 2     |
| 2007    | Mjällby AIF     | Zweden     | Allsvenskan | 29   | 1     |
| 2008    | Kalmar FF       | Zweden     | Allsvenskan | 26   | 1     |
| 2009    | Kalmar FF       | Zweden     | Allsvenskan | 16   | 1     |
| 2010    | Kalmar FF       | Zweden     | Allsvenskan | 10   | 0     |
| 2011    | Ängelholms FF   | Zweden     | Superettan  | 27   | 2     |
| 2012    | Ängelholms FF   | Zweden     | Superettan  | 17   | 0     |
| Totaal  | Bijgewerkt:     | 30-11-2011 |             | 204  | 8     |